# Andreas Lindemann
Andreas Lindemann (* 18. Oktober 1943 in Leer) ist ein deutscher evangelischer Theologe und Neutestamentler.

## Leben
Lindemann studierte Evangelische Theologie in Tübingen und Göttingen. 1971 legte er das Erste Theologische Examen ab. Von 1973 bis 1974 war er Vikar in Göttingen. Nach dem Zweiten Theologischen Examen (1974) war er bis 1978 Wissenschaftlicher Assistent bei Hans Conzelmann an der Universität Göttingen. Er promovierte dort 1975 und habilitierte sich 1977, ebenfalls in Göttingen. Nach eigenen Angaben wurde er schon in der Schulzeit geprägt durch die Theologie Rudolf Bultmanns, später durch seinen akademischen Lehrer Conzelmann (selbst ein Schüler Bultmanns).
Von 1978 bis zu seiner Emeritierung 2009 war er Professor für Neues Testament an der Kirchlichen Hochschule Bethel. 2004 wurde er Präsident der von Cansteinschen Bibelanstalt in Westfalen. Seit 2007 ist er Direktor der Evangelischen Forschungsakademie, seit 2008 korrespondierendes Mitglied der Akademie der Wissenschaften zu Göttingen.
Bei der Revision der Lutherbibel 2017 gehörte er der Expertenkommission Neues Testament an. Er stellte auf Informationsveranstaltungen insbesondere den Umgang der Bearbeiter mit antijüdischen Aussagen im Neuen Testament dar.
Andreas Lindemann ist verheiratet und hat zwei Kinder.

## Theologische Positionen
Lindemann verfasste, zum Teil gemeinsam mit Hans Conzelmann, Grundlagenwerke für das Theologiestudium. Sein wissenschaftlicher Schwerpunkt ist das Werk und die Wirkungsgeschichte des Apostels Paulus.
In der Studie Neutestamentler in der Zeit des Nationalsozialismus (1989) arbeitete Lindemann die politischen oder politisch deutbaren Handlungsweisen der Marburger Professoren Hans von Soden und Rudolf Bultmann während der NS-Zeit auf. „All diese Äußerungen Bultmanns waren natürlich keine Widerstandshandlungen. ... Aber im Rahmen seines kirchlichen Auftrags und mit seinen Mitteln als wissenschaftlich arbeitender Exeget hat Bultmann die staatliche Wirklichkeit in aller Schärfe kritisiert, so daß jedenfalls Pfarrer, die ihn zu lesen vermochten, verstehen konnten, worum es ging...“ Bultmanns Grundhaltung, so Lindemann, war unter der NS-Diktatur die gleiche wie in der Bundesrepublik: das, was ihm als Staatsbürger richtig erschien (Bultmann stand der SPD nahe), habe er nicht theologisch überhöht. Politik und Glaube seien strikt zu trennen.
1994 erreichte Gerd Lüdemann mit der These, dass der Auferstehungsglaube ein psychologisches Erlebnis vor allem des Petrus gewesen sei, eine große öffentliche Resonanz. Lindemann widersprach insofern, als es keine Aufzeichnungen von Petrus selbst gibt, und damit keine Möglichkeit, auf die Art seiner Erfahrung Rückschlüsse zu ziehen. Stattdessen wandte sich Lindemann den Selbstzeugnissen des Paulus zu. In der Studie Paulus als Zeuge der Auferstehung Jesu Christi kommt er zu dem Ergebnis, dass die Aussagen des Apostels die moderne Frage nach der historischen Basis des Auferstehungsglaubens nicht beantworten; Paulus „denkt nicht an ein ihm durch seine Vision bestätigtes ‚historisches Faktum‘, sondern Jesu Auferweckung durch Gott ist für ihn Gegenstand des Glaubens.“
Der jüdische Jesus als Christus der Kirche (1994) ist eine von mehreren Arbeiten Lindemanns, mit denen er sich am jüdisch-christlichen Dialog beteiligte. Nachdem er die Synoptiker, Paulus und das Johannesevangelium analysiert hat, kommt Lindemann zu dem Ergebnis: Nicht die historische Gestalt des Jesus von Nazareth, eines Juden, trennt Juden und Christen, sondern das christliche (österliche) Bekenntnis zum Auferstandenen. „Jüdischer Glaube kann um der eigenen Identität willen die Rede von Gottes Handeln an dem gekreuzigten Jesus nicht akzeptieren, und christlicher Glaube kann aus eben demselben Grunde nicht auf ihn verzichten.“
In Reaktion auf Rudolf Augsteins Buch Jesus Menschensohn gab Lindemann dem Spiegel 1999 ein Interview, in dem er einige Grundpositionen der Bultmann-Schule für eine größere Öffentlichkeit darstellte. Bei dieser Gelegenheit grenzte er sich auch gegenüber der von Papst Johannes Paul II. mehrfach geäußerten Lehre ab, die Evangelien seien Lebensbeschreibungen Jesu: „Ich kenne jedenfalls im deutschsprachigen Raum keinen Exegeten, auch keinen katholischen, der sich so äußert. ... Ich würde nicht gerade von Aberglauben sprechen. Es ist jedoch ein Missverständnis der biblischen Texte, wenn sie als Tatsachenberichte aufgefasst werden. Trotzdem kann und muss man sogar danach forschen, was insbesondere in den Evangelien historisch zuverlässig ist.“

## Veröffentlichungen (in Auswahl)
- (mit Hans Conzelmann): Arbeitsbuch zum Neuen Testament (= UTB 52). J.C.B. Mohr (Paul Siebeck). Tübingen 1975. 14. Auflage 2004. ISBN 978-3-8252-0052-7.
- Paulus im ältesten Christentum. Das Bild des Apostels und die Rezeption der paulinischen Theologie in der frühchristlichen Literatur bis Marcion (= Beiträge zur Historischen Theologie; 58). J.C.B. Mohr (Paul Siebeck). Tübingen 1979.
- (mit Henning Paulsen): Die Apostolischen Väter. Griechisch-deutsche Parallelausgabe auf der Grundlage der Ausgaben von Franz Xaver Funk/Karl Bihlmeyer und Molly Whittacker. mit Übersetzungen von Martin Dibelius und D.-A. Koch, neu übersetzt und herausgegeben von Andreas Lindemann und Henning Paulsen. J.C.B. Mohr (Paul Siebeck) Tübingen 1992. ISBN 978-3-16-145887-3.
- Paulus, Apostel und Lehrer der Kirche. Studien zu Paulus und zum frühen Paulusverständnis. Mohr Siebeck, Tübingen 1999. ISBN 978-3-16-147189-6.
- Der Erste Korintherbrief (= Handbuch zum Neuen Testament 9/1). Mohr Siebeck, Tübingen 2000. ISBN 978-3-16-147473-6.
- Die Evangelien und die Apostelgeschichte. Studien zu ihrer Theologie und zu ihrer Geschichte (= Wissenschaftliche Untersuchungen zum Neuen Testament; 241). Mohr Siebeck, Tübingen 2009. ISBN 978-3-16-150041-1.
- Glauben, Handeln, Verstehen. Studien zur Auslegung des Neuen Testaments. Band II (= Wissenschaftliche Untersuchungen zum Neuen Testament; 282), Mohr Siebeck, Tübingen 2011. ISBN 978-3-16-151683-2.
- (zusammen mit Malte Dominik Krüger/Arbogast Schmitt) Erkenntnis des Göttlichen im Bild? Perspektiven hermeneutischer Theologie und antiker Philosophie. Leipzig 2021. ISBN 978-3-374-06746-6